# Віденська тема
Ві́денська те́ма — тема в шаховій композиції. Суть теми — заманювання чорної фігури на поле, з якого буде оголошено мат.

## Історія
Цю ідею запропонували в другій половині ХІХ століття австрійські шахові композитори.
Найбільш ефектне вираження теми є в триходівці й багатоходівці. Чорна фігура контролює стратегічне поле. Білі вступним ходом створюють загрозу, внаслідок чого чорна фігура іде на контрольоване нею поле, тим самим робить послаблення. В наступній грі білі забирають цю чорну фігуру і оголошують з цього поля мат.
Автори ідеї проживали у Відні, від чого ідея дістала назву — віденська тема.
|   | a | b | c | d | e | f | g | h |   |
| 8 | c7 чорний пішак · h7 чорний пішак · b6 чорний пішак · h6 білий пішак · d5 білий слон · g5 чорний пішак · d4 чорний пішак · g4 чорний пішак · b3 біла тура · d3 чорний пішак · f3 чорний слон · g3 білий король · a2 чорний пішак · d2 білий пішак · a1 білий ферзь · g1 чорний слон · h1 чорний король | c7 чорний пішак · h7 чорний пішак · b6 чорний пішак · h6 білий пішак · d5 білий слон · g5 чорний пішак · d4 чорний пішак · g4 чорний пішак · b3 біла тура · d3 чорний пішак · f3 чорний слон · g3 білий король · a2 чорний пішак · d2 білий пішак · a1 білий ферзь · g1 чорний слон · h1 чорний король | c7 чорний пішак · h7 чорний пішак · b6 чорний пішак · h6 білий пішак · d5 білий слон · g5 чорний пішак · d4 чорний пішак · g4 чорний пішак · b3 біла тура · d3 чорний пішак · f3 чорний слон · g3 білий король · a2 чорний пішак · d2 білий пішак · a1 білий ферзь · g1 чорний слон · h1 чорний король | c7 чорний пішак · h7 чорний пішак · b6 чорний пішак · h6 білий пішак · d5 білий слон · g5 чорний пішак · d4 чорний пішак · g4 чорний пішак · b3 біла тура · d3 чорний пішак · f3 чорний слон · g3 білий король · a2 чорний пішак · d2 білий пішак · a1 білий ферзь · g1 чорний слон · h1 чорний король | c7 чорний пішак · h7 чорний пішак · b6 чорний пішак · h6 білий пішак · d5 білий слон · g5 чорний пішак · d4 чорний пішак · g4 чорний пішак · b3 біла тура · d3 чорний пішак · f3 чорний слон · g3 білий король · a2 чорний пішак · d2 білий пішак · a1 білий ферзь · g1 чорний слон · h1 чорний король | c7 чорний пішак · h7 чорний пішак · b6 чорний пішак · h6 білий пішак · d5 білий слон · g5 чорний пішак · d4 чорний пішак · g4 чорний пішак · b3 біла тура · d3 чорний пішак · f3 чорний слон · g3 білий король · a2 чорний пішак · d2 білий пішак · a1 білий ферзь · g1 чорний слон · h1 чорний король | c7 чорний пішак · h7 чорний пішак · b6 чорний пішак · h6 білий пішак · d5 білий слон · g5 чорний пішак · d4 чорний пішак · g4 чорний пішак · b3 біла тура · d3 чорний пішак · f3 чорний слон · g3 білий король · a2 чорний пішак · d2 білий пішак · a1 білий ферзь · g1 чорний слон · h1 чорний король | c7 чорний пішак · h7 чорний пішак · b6 чорний пішак · h6 білий пішак · d5 білий слон · g5 чорний пішак · d4 чорний пішак · g4 чорний пішак · b3 біла тура · d3 чорний пішак · f3 чорний слон · g3 білий король · a2 чорний пішак · d2 білий пішак · a1 білий ферзь · g1 чорний слон · h1 чорний король | 8 |
| 7 | c7 чорний пішак · h7 чорний пішак · b6 чорний пішак · h6 білий пішак · d5 білий слон · g5 чорний пішак · d4 чорний пішак · g4 чорний пішак · b3 біла тура · d3 чорний пішак · f3 чорний слон · g3 білий король · a2 чорний пішак · d2 білий пішак · a1 білий ферзь · g1 чорний слон · h1 чорний король | c7 чорний пішак · h7 чорний пішак · b6 чорний пішак · h6 білий пішак · d5 білий слон · g5 чорний пішак · d4 чорний пішак · g4 чорний пішак · b3 біла тура · d3 чорний пішак · f3 чорний слон · g3 білий король · a2 чорний пішак · d2 білий пішак · a1 білий ферзь · g1 чорний слон · h1 чорний король | c7 чорний пішак · h7 чорний пішак · b6 чорний пішак · h6 білий пішак · d5 білий слон · g5 чорний пішак · d4 чорний пішак · g4 чорний пішак · b3 біла тура · d3 чорний пішак · f3 чорний слон · g3 білий король · a2 чорний пішак · d2 білий пішак · a1 білий ферзь · g1 чорний слон · h1 чорний король | c7 чорний пішак · h7 чорний пішак · b6 чорний пішак · h6 білий пішак · d5 білий слон · g5 чорний пішак · d4 чорний пішак · g4 чорний пішак · b3 біла тура · d3 чорний пішак · f3 чорний слон · g3 білий король · a2 чорний пішак · d2 білий пішак · a1 білий ферзь · g1 чорний слон · h1 чорний король | c7 чорний пішак · h7 чорний пішак · b6 чорний пішак · h6 білий пішак · d5 білий слон · g5 чорний пішак · d4 чорний пішак · g4 чорний пішак · b3 біла тура · d3 чорний пішак · f3 чорний слон · g3 білий король · a2 чорний пішак · d2 білий пішак · a1 білий ферзь · g1 чорний слон · h1 чорний король | c7 чорний пішак · h7 чорний пішак · b6 чорний пішак · h6 білий пішак · d5 білий слон · g5 чорний пішак · d4 чорний пішак · g4 чорний пішак · b3 біла тура · d3 чорний пішак · f3 чорний слон · g3 білий король · a2 чорний пішак · d2 білий пішак · a1 білий ферзь · g1 чорний слон · h1 чорний король | c7 чорний пішак · h7 чорний пішак · b6 чорний пішак · h6 білий пішак · d5 білий слон · g5 чорний пішак · d4 чорний пішак · g4 чорний пішак · b3 біла тура · d3 чорний пішак · f3 чорний слон · g3 білий король · a2 чорний пішак · d2 білий пішак · a1 білий ферзь · g1 чорний слон · h1 чорний король | c7 чорний пішак · h7 чорний пішак · b6 чорний пішак · h6 білий пішак · d5 білий слон · g5 чорний пішак · d4 чорний пішак · g4 чорний пішак · b3 біла тура · d3 чорний пішак · f3 чорний слон · g3 білий король · a2 чорний пішак · d2 білий пішак · a1 білий ферзь · g1 чорний слон · h1 чорний король | 7 |
| 6 | c7 чорний пішак · h7 чорний пішак · b6 чорний пішак · h6 білий пішак · d5 білий слон · g5 чорний пішак · d4 чорний пішак · g4 чорний пішак · b3 біла тура · d3 чорний пішак · f3 чорний слон · g3 білий король · a2 чорний пішак · d2 білий пішак · a1 білий ферзь · g1 чорний слон · h1 чорний король | c7 чорний пішак · h7 чорний пішак · b6 чорний пішак · h6 білий пішак · d5 білий слон · g5 чорний пішак · d4 чорний пішак · g4 чорний пішак · b3 біла тура · d3 чорний пішак · f3 чорний слон · g3 білий король · a2 чорний пішак · d2 білий пішак · a1 білий ферзь · g1 чорний слон · h1 чорний король | c7 чорний пішак · h7 чорний пішак · b6 чорний пішак · h6 білий пішак · d5 білий слон · g5 чорний пішак · d4 чорний пішак · g4 чорний пішак · b3 біла тура · d3 чорний пішак · f3 чорний слон · g3 білий король · a2 чорний пішак · d2 білий пішак · a1 білий ферзь · g1 чорний слон · h1 чорний король | c7 чорний пішак · h7 чорний пішак · b6 чорний пішак · h6 білий пішак · d5 білий слон · g5 чорний пішак · d4 чорний пішак · g4 чорний пішак · b3 біла тура · d3 чорний пішак · f3 чорний слон · g3 білий король · a2 чорний пішак · d2 білий пішак · a1 білий ферзь · g1 чорний слон · h1 чорний король | c7 чорний пішак · h7 чорний пішак · b6 чорний пішак · h6 білий пішак · d5 білий слон · g5 чорний пішак · d4 чорний пішак · g4 чорний пішак · b3 біла тура · d3 чорний пішак · f3 чорний слон · g3 білий король · a2 чорний пішак · d2 білий пішак · a1 білий ферзь · g1 чорний слон · h1 чорний король | c7 чорний пішак · h7 чорний пішак · b6 чорний пішак · h6 білий пішак · d5 білий слон · g5 чорний пішак · d4 чорний пішак · g4 чорний пішак · b3 біла тура · d3 чорний пішак · f3 чорний слон · g3 білий король · a2 чорний пішак · d2 білий пішак · a1 білий ферзь · g1 чорний слон · h1 чорний король | c7 чорний пішак · h7 чорний пішак · b6 чорний пішак · h6 білий пішак · d5 білий слон · g5 чорний пішак · d4 чорний пішак · g4 чорний пішак · b3 біла тура · d3 чорний пішак · f3 чорний слон · g3 білий король · a2 чорний пішак · d2 білий пішак · a1 білий ферзь · g1 чорний слон · h1 чорний король | c7 чорний пішак · h7 чорний пішак · b6 чорний пішак · h6 білий пішак · d5 білий слон · g5 чорний пішак · d4 чорний пішак · g4 чорний пішак · b3 біла тура · d3 чорний пішак · f3 чорний слон · g3 білий король · a2 чорний пішак · d2 білий пішак · a1 білий ферзь · g1 чорний слон · h1 чорний король | 6 |
| 5 | c7 чорний пішак · h7 чорний пішак · b6 чорний пішак · h6 білий пішак · d5 білий слон · g5 чорний пішак · d4 чорний пішак · g4 чорний пішак · b3 біла тура · d3 чорний пішак · f3 чорний слон · g3 білий король · a2 чорний пішак · d2 білий пішак · a1 білий ферзь · g1 чорний слон · h1 чорний король | c7 чорний пішак · h7 чорний пішак · b6 чорний пішак · h6 білий пішак · d5 білий слон · g5 чорний пішак · d4 чорний пішак · g4 чорний пішак · b3 біла тура · d3 чорний пішак · f3 чорний слон · g3 білий король · a2 чорний пішак · d2 білий пішак · a1 білий ферзь · g1 чорний слон · h1 чорний король | c7 чорний пішак · h7 чорний пішак · b6 чорний пішак · h6 білий пішак · d5 білий слон · g5 чорний пішак · d4 чорний пішак · g4 чорний пішак · b3 біла тура · d3 чорний пішак · f3 чорний слон · g3 білий король · a2 чорний пішак · d2 білий пішак · a1 білий ферзь · g1 чорний слон · h1 чорний король | c7 чорний пішак · h7 чорний пішак · b6 чорний пішак · h6 білий пішак · d5 білий слон · g5 чорний пішак · d4 чорний пішак · g4 чорний пішак · b3 біла тура · d3 чорний пішак · f3 чорний слон · g3 білий король · a2 чорний пішак · d2 білий пішак · a1 білий ферзь · g1 чорний слон · h1 чорний король | c7 чорний пішак · h7 чорний пішак · b6 чорний пішак · h6 білий пішак · d5 білий слон · g5 чорний пішак · d4 чорний пішак · g4 чорний пішак · b3 біла тура · d3 чорний пішак · f3 чорний слон · g3 білий король · a2 чорний пішак · d2 білий пішак · a1 білий ферзь · g1 чорний слон · h1 чорний король | c7 чорний пішак · h7 чорний пішак · b6 чорний пішак · h6 білий пішак · d5 білий слон · g5 чорний пішак · d4 чорний пішак · g4 чорний пішак · b3 біла тура · d3 чорний пішак · f3 чорний слон · g3 білий король · a2 чорний пішак · d2 білий пішак · a1 білий ферзь · g1 чорний слон · h1 чорний король | c7 чорний пішак · h7 чорний пішак · b6 чорний пішак · h6 білий пішак · d5 білий слон · g5 чорний пішак · d4 чорний пішак · g4 чорний пішак · b3 біла тура · d3 чорний пішак · f3 чорний слон · g3 білий король · a2 чорний пішак · d2 білий пішак · a1 білий ферзь · g1 чорний слон · h1 чорний король | c7 чорний пішак · h7 чорний пішак · b6 чорний пішак · h6 білий пішак · d5 білий слон · g5 чорний пішак · d4 чорний пішак · g4 чорний пішак · b3 біла тура · d3 чорний пішак · f3 чорний слон · g3 білий король · a2 чорний пішак · d2 білий пішак · a1 білий ферзь · g1 чорний слон · h1 чорний король | 5 |
| 4 | c7 чорний пішак · h7 чорний пішак · b6 чорний пішак · h6 білий пішак · d5 білий слон · g5 чорний пішак · d4 чорний пішак · g4 чорний пішак · b3 біла тура · d3 чорний пішак · f3 чорний слон · g3 білий король · a2 чорний пішак · d2 білий пішак · a1 білий ферзь · g1 чорний слон · h1 чорний король | c7 чорний пішак · h7 чорний пішак · b6 чорний пішак · h6 білий пішак · d5 білий слон · g5 чорний пішак · d4 чорний пішак · g4 чорний пішак · b3 біла тура · d3 чорний пішак · f3 чорний слон · g3 білий король · a2 чорний пішак · d2 білий пішак · a1 білий ферзь · g1 чорний слон · h1 чорний король | c7 чорний пішак · h7 чорний пішак · b6 чорний пішак · h6 білий пішак · d5 білий слон · g5 чорний пішак · d4 чорний пішак · g4 чорний пішак · b3 біла тура · d3 чорний пішак · f3 чорний слон · g3 білий король · a2 чорний пішак · d2 білий пішак · a1 білий ферзь · g1 чорний слон · h1 чорний король | c7 чорний пішак · h7 чорний пішак · b6 чорний пішак · h6 білий пішак · d5 білий слон · g5 чорний пішак · d4 чорний пішак · g4 чорний пішак · b3 біла тура · d3 чорний пішак · f3 чорний слон · g3 білий король · a2 чорний пішак · d2 білий пішак · a1 білий ферзь · g1 чорний слон · h1 чорний король | c7 чорний пішак · h7 чорний пішак · b6 чорний пішак · h6 білий пішак · d5 білий слон · g5 чорний пішак · d4 чорний пішак · g4 чорний пішак · b3 біла тура · d3 чорний пішак · f3 чорний слон · g3 білий король · a2 чорний пішак · d2 білий пішак · a1 білий ферзь · g1 чорний слон · h1 чорний король | c7 чорний пішак · h7 чорний пішак · b6 чорний пішак · h6 білий пішак · d5 білий слон · g5 чорний пішак · d4 чорний пішак · g4 чорний пішак · b3 біла тура · d3 чорний пішак · f3 чорний слон · g3 білий король · a2 чорний пішак · d2 білий пішак · a1 білий ферзь · g1 чорний слон · h1 чорний король | c7 чорний пішак · h7 чорний пішак · b6 чорний пішак · h6 білий пішак · d5 білий слон · g5 чорний пішак · d4 чорний пішак · g4 чорний пішак · b3 біла тура · d3 чорний пішак · f3 чорний слон · g3 білий король · a2 чорний пішак · d2 білий пішак · a1 білий ферзь · g1 чорний слон · h1 чорний король | c7 чорний пішак · h7 чорний пішак · b6 чорний пішак · h6 білий пішак · d5 білий слон · g5 чорний пішак · d4 чорний пішак · g4 чорний пішак · b3 біла тура · d3 чорний пішак · f3 чорний слон · g3 білий король · a2 чорний пішак · d2 білий пішак · a1 білий ферзь · g1 чорний слон · h1 чорний король | 4 |
| 3 | c7 чорний пішак · h7 чорний пішак · b6 чорний пішак · h6 білий пішак · d5 білий слон · g5 чорний пішак · d4 чорний пішак · g4 чорний пішак · b3 біла тура · d3 чорний пішак · f3 чорний слон · g3 білий король · a2 чорний пішак · d2 білий пішак · a1 білий ферзь · g1 чорний слон · h1 чорний король | c7 чорний пішак · h7 чорний пішак · b6 чорний пішак · h6 білий пішак · d5 білий слон · g5 чорний пішак · d4 чорний пішак · g4 чорний пішак · b3 біла тура · d3 чорний пішак · f3 чорний слон · g3 білий король · a2 чорний пішак · d2 білий пішак · a1 білий ферзь · g1 чорний слон · h1 чорний король | c7 чорний пішак · h7 чорний пішак · b6 чорний пішак · h6 білий пішак · d5 білий слон · g5 чорний пішак · d4 чорний пішак · g4 чорний пішак · b3 біла тура · d3 чорний пішак · f3 чорний слон · g3 білий король · a2 чорний пішак · d2 білий пішак · a1 білий ферзь · g1 чорний слон · h1 чорний король | c7 чорний пішак · h7 чорний пішак · b6 чорний пішак · h6 білий пішак · d5 білий слон · g5 чорний пішак · d4 чорний пішак · g4 чорний пішак · b3 біла тура · d3 чорний пішак · f3 чорний слон · g3 білий король · a2 чорний пішак · d2 білий пішак · a1 білий ферзь · g1 чорний слон · h1 чорний король | c7 чорний пішак · h7 чорний пішак · b6 чорний пішак · h6 білий пішак · d5 білий слон · g5 чорний пішак · d4 чорний пішак · g4 чорний пішак · b3 біла тура · d3 чорний пішак · f3 чорний слон · g3 білий король · a2 чорний пішак · d2 білий пішак · a1 білий ферзь · g1 чорний слон · h1 чорний король | c7 чорний пішак · h7 чорний пішак · b6 чорний пішак · h6 білий пішак · d5 білий слон · g5 чорний пішак · d4 чорний пішак · g4 чорний пішак · b3 біла тура · d3 чорний пішак · f3 чорний слон · g3 білий король · a2 чорний пішак · d2 білий пішак · a1 білий ферзь · g1 чорний слон · h1 чорний король | c7 чорний пішак · h7 чорний пішак · b6 чорний пішак · h6 білий пішак · d5 білий слон · g5 чорний пішак · d4 чорний пішак · g4 чорний пішак · b3 біла тура · d3 чорний пішак · f3 чорний слон · g3 білий король · a2 чорний пішак · d2 білий пішак · a1 білий ферзь · g1 чорний слон · h1 чорний король | c7 чорний пішак · h7 чорний пішак · b6 чорний пішак · h6 білий пішак · d5 білий слон · g5 чорний пішак · d4 чорний пішак · g4 чорний пішак · b3 біла тура · d3 чорний пішак · f3 чорний слон · g3 білий король · a2 чорний пішак · d2 білий пішак · a1 білий ферзь · g1 чорний слон · h1 чорний король | 3 |
| 2 | c7 чорний пішак · h7 чорний пішак · b6 чорний пішак · h6 білий пішак · d5 білий слон · g5 чорний пішак · d4 чорний пішак · g4 чорний пішак · b3 біла тура · d3 чорний пішак · f3 чорний слон · g3 білий король · a2 чорний пішак · d2 білий пішак · a1 білий ферзь · g1 чорний слон · h1 чорний король | c7 чорний пішак · h7 чорний пішак · b6 чорний пішак · h6 білий пішак · d5 білий слон · g5 чорний пішак · d4 чорний пішак · g4 чорний пішак · b3 біла тура · d3 чорний пішак · f3 чорний слон · g3 білий король · a2 чорний пішак · d2 білий пішак · a1 білий ферзь · g1 чорний слон · h1 чорний король | c7 чорний пішак · h7 чорний пішак · b6 чорний пішак · h6 білий пішак · d5 білий слон · g5 чорний пішак · d4 чорний пішак · g4 чорний пішак · b3 біла тура · d3 чорний пішак · f3 чорний слон · g3 білий король · a2 чорний пішак · d2 білий пішак · a1 білий ферзь · g1 чорний слон · h1 чорний король | c7 чорний пішак · h7 чорний пішак · b6 чорний пішак · h6 білий пішак · d5 білий слон · g5 чорний пішак · d4 чорний пішак · g4 чорний пішак · b3 біла тура · d3 чорний пішак · f3 чорний слон · g3 білий король · a2 чорний пішак · d2 білий пішак · a1 білий ферзь · g1 чорний слон · h1 чорний король | c7 чорний пішак · h7 чорний пішак · b6 чорний пішак · h6 білий пішак · d5 білий слон · g5 чорний пішак · d4 чорний пішак · g4 чорний пішак · b3 біла тура · d3 чорний пішак · f3 чорний слон · g3 білий король · a2 чорний пішак · d2 білий пішак · a1 білий ферзь · g1 чорний слон · h1 чорний король | c7 чорний пішак · h7 чорний пішак · b6 чорний пішак · h6 білий пішак · d5 білий слон · g5 чорний пішак · d4 чорний пішак · g4 чорний пішак · b3 біла тура · d3 чорний пішак · f3 чорний слон · g3 білий король · a2 чорний пішак · d2 білий пішак · a1 білий ферзь · g1 чорний слон · h1 чорний король | c7 чорний пішак · h7 чорний пішак · b6 чорний пішак · h6 білий пішак · d5 білий слон · g5 чорний пішак · d4 чорний пішак · g4 чорний пішак · b3 біла тура · d3 чорний пішак · f3 чорний слон · g3 білий король · a2 чорний пішак · d2 білий пішак · a1 білий ферзь · g1 чорний слон · h1 чорний король | c7 чорний пішак · h7 чорний пішак · b6 чорний пішак · h6 білий пішак · d5 білий слон · g5 чорний пішак · d4 чорний пішак · g4 чорний пішак · b3 біла тура · d3 чорний пішак · f3 чорний слон · g3 білий король · a2 чорний пішак · d2 білий пішак · a1 білий ферзь · g1 чорний слон · h1 чорний король | 2 |
| 1 | c7 чорний пішак · h7 чорний пішак · b6 чорний пішак · h6 білий пішак · d5 білий слон · g5 чорний пішак · d4 чорний пішак · g4 чорний пішак · b3 біла тура · d3 чорний пішак · f3 чорний слон · g3 білий король · a2 чорний пішак · d2 білий пішак · a1 білий ферзь · g1 чорний слон · h1 чорний король | c7 чорний пішак · h7 чорний пішак · b6 чорний пішак · h6 білий пішак · d5 білий слон · g5 чорний пішак · d4 чорний пішак · g4 чорний пішак · b3 біла тура · d3 чорний пішак · f3 чорний слон · g3 білий король · a2 чорний пішак · d2 білий пішак · a1 білий ферзь · g1 чорний слон · h1 чорний король | c7 чорний пішак · h7 чорний пішак · b6 чорний пішак · h6 білий пішак · d5 білий слон · g5 чорний пішак · d4 чорний пішак · g4 чорний пішак · b3 біла тура · d3 чорний пішак · f3 чорний слон · g3 білий король · a2 чорний пішак · d2 білий пішак · a1 білий ферзь · g1 чорний слон · h1 чорний король | c7 чорний пішак · h7 чорний пішак · b6 чорний пішак · h6 білий пішак · d5 білий слон · g5 чорний пішак · d4 чорний пішак · g4 чорний пішак · b3 біла тура · d3 чорний пішак · f3 чорний слон · g3 білий король · a2 чорний пішак · d2 білий пішак · a1 білий ферзь · g1 чорний слон · h1 чорний король | c7 чорний пішак · h7 чорний пішак · b6 чорний пішак · h6 білий пішак · d5 білий слон · g5 чорний пішак · d4 чорний пішак · g4 чорний пішак · b3 біла тура · d3 чорний пішак · f3 чорний слон · g3 білий король · a2 чорний пішак · d2 білий пішак · a1 білий ферзь · g1 чорний слон · h1 чорний король | c7 чорний пішак · h7 чорний пішак · b6 чорний пішак · h6 білий пішак · d5 білий слон · g5 чорний пішак · d4 чорний пішак · g4 чорний пішак · b3 біла тура · d3 чорний пішак · f3 чорний слон · g3 білий король · a2 чорний пішак · d2 білий пішак · a1 білий ферзь · g1 чорний слон · h1 чорний король | c7 чорний пішак · h7 чорний пішак · b6 чорний пішак · h6 білий пішак · d5 білий слон · g5 чорний пішак · d4 чорний пішак · g4 чорний пішак · b3 біла тура · d3 чорний пішак · f3 чорний слон · g3 білий король · a2 чорний пішак · d2 білий пішак · a1 білий ферзь · g1 чорний слон · h1 чорний король | c7 чорний пішак · h7 чорний пішак · b6 чорний пішак · h6 білий пішак · d5 білий слон · g5 чорний пішак · d4 чорний пішак · g4 чорний пішак · b3 біла тура · d3 чорний пішак · f3 чорний слон · g3 білий король · a2 чорний пішак · d2 білий пішак · a1 білий ферзь · g1 чорний слон · h1 чорний король | 1 |
|   | a | b | c | d | e | f | g | h |   |

FEN: 8/2p4p/1p5P/3B2p1/3p2p1/1R1p1bK1/p2P4/Q5bk
1. Rb5! c5 2. Ba8! ~ Zz
      2. ... Ba8 3. Rb1! ~ 4. Rg1#
          3. ... abQ 4. Qxa8#